# Якутский язык
Яку́тский язы́к (самоназвание — саха тыла) — национальный язык якутов, являющийся, наряду с русским, одним из официальных языков Республики Саха (Якутия) и относящийся к тюркской семье языков, в которой образует отдельную ветвь.
Количество носителей языка, по данным переписи 2010 года, насчитывает 450 140 человек, проживающих в основном на территории Якутии.
Якутский язык значительно отличается от прочих тюркских языков наличием пласта лексики неясного происхождения (возможно, палеоазиатского). Имеется также большое число слов монгольского происхождения, относящихся к древним заимствованиям, и поздних по времени заимствований из русского языка (проникших в якутский после вхождения Якутии в состав России). Значительные отличия якутского языка от других тюркских позволяют лишь самое общее взаимопонимание носителей якутского языка с их носителями. По мнению Е. И. Убрятовой, якутский язык со всеми его особенностями сложился в результате взаимодействия древних тюркских языков, через длительное двуязычие с каким-то монгольским языком и в результате распространения этого языка в тунгусоязычной среде.

## Лингвогеография

### Область распространения
Бо́льшая часть говорящих на якутском языке проживает на территории Российской Федерации — в основном в Республике Саха (Якутия).

### Социолингвистические сведения
Якутский язык используется преимущественно в быту и в общественной жизни среди якутов. Как языком межэтнического общения в Якутии им также владеют эвены, эвенки, юкагиры, долганы и русское старожильческое население (русскоустьинцы, походчане и якутяне, или ленские крестьяне). Он применяется на территории республики и в делопроизводстве. На нём проводятся культурно-массовые мероприятия, издаются печатные материалы — книги, газеты, журналы, ведётся радиовещание, а также на нём существуют телевизионные программы и интернет-ресурсы. Репертуар драматического и музыкального театра города Якутска, а также многочисленных сельских домов культуры и клубов, представлен постановками главным образом на якутском языке. Существуют творческие союзы якутских писателей, композиторов и т. п.
Якутский является языком одной из крупных развитых литературных традиций Сибири с многочисленными стилями и жанрами. Это язык древнего эпоса «Олонхо», признанного ЮНЕСКО шедевром устного и нематериального наследия человечества. На якутском языке в республике исполняются песни самых разнообразных стилей — от классических произведений до популярной и рок-музыки (в частности, песни групп «Чолбон», «Сэргэ» и других). В последние годы большу́ю популярность в Якутии набирает кинематограф на якутском языке, представленный в различных жанрах.
Владение якутским языком в республике Саха (Якутия) по национальностям, в том числе в качестве родного (по данным переписи населения в Российской Федерации 2010 года):
|                          | Численность населения соответствующей национальности, указавшие: | Численность населения соответствующей национальности, указавшие: |
| владение якутским языком | родной якутский язык                                             |                                                                  |
| ------------------------ | ---------------------------------------------------------------- | ---------------------------------------------------------------- |
| всего                    | 441 536                                                          | 470 092                                                          |
| якуты                    | 401 240                                                          | 438 664                                                          |
| эвенки                   | 16 874                                                           | 17 016                                                           |
| эвены                    | 11 503                                                           | 9848                                                             |
| русские                  | 7229                                                             | 1308                                                             |
| татары                   | 326                                                              | 132                                                              |
| буряты                   | 345                                                              | 148                                                              |

Среди якутов распространено двуязычие: 65 %  из них свободно владеют русским языком; по данным переписи 2010 года, из 460 971 лиц якутской национальности, указавших владение языками, 416 780 человек отметили владение русским и 401 240 — якутским. При этом представители якутской национальности родным назвали, в основном, якутский язык (438 664 человек), значительно меньшая часть — русский (27 027 человек).

### Преподавание
Якутский язык преподаётся в средних школах и высших учебных заведениях Якутии. Существуют также общеобразовательные учреждения, в которых обучение ведётся только на якутском языке. По числу учащихся, которые получают полное среднее образование на национальном языке в России, наиболее высокие показатели в процентном отношении имеют школы с обучением на якутском языке — 17 % всех школьников, обучающихся на родном этническом языке. Для башкирского языка, например, такие показатели составляют 10,1 %, для татарского — 9,6 %, для бурятского — 6,5 % и т. д. Всего на якутском языке в дневных общеобразовательных школах Республики Саха (Якутия) в 2011/2012 учебных годах обучалось 53 564 школьника (из них 9798 — в городских школах). Для сравнения, на татарском языке обучалось 90 786 школьников, на башкирском — 44 114, на аварском — 23 506, на тувинском — 18 235 и т. д.
|                              | Учебные годы | Учебные годы | Учебные годы | Учебные годы | Учебные годы | Учебные годы | Учебные годы | Учебные годы |
| ---------------------------- | ------------ | ------------ | ------------ | ------------ | ------------ | ------------ | ------------ | ------------ |
| 1980/1981                    | 1990/1991    | 1991/1992    | 1998/1999    | 2000/2001    | 2002/2003    | 2010/2011    | 2011/2012    |              |
| Численность школьников, чел. | 45 617       | 47 585       | 51 658       | 72 669       | 72 182       | 73 728       | 55 668       | 53 564       |

### Диалекты
В статье «Якутский язык» Е. И. Убрятовой в лингвистическом энциклопедическом словаре приведена классификация якутской диалектной системы, в которой выделяется четыре группы говоров:
- центральная группа;
- вилюйская группа;
- северо-западная группа;
- таймырская группа.

П. П. Барашков выделил в якутском языке три группы говоров: намско-алданскую, вилюйско-кангаласскую и мегино-таттинскую.
В классификации М. С. Воронкина говоры якутского языка разделены на две большие группы говоров и долганский диалект:
- западная (окающая) группа говоров;
  - вилюйские говоры
  - северо-западные говоры
- восточная (акающая) группа говоров;
  - центральные говоры
  - северо-восточные говоры
- Долганский диалект.

Значительно обособлен от других якутских диалектов долганский. Воздействие эвенкийского языка, а также длительное изолированное развитие долганского от других якутских диалектов вызвало усиление в нём фонетических, морфологических и лексических отличий от классического якутского языка. Одни исследователи (Е. И. Убрятова и другие) рассматривают долганский как самостоятельный тюркский язык; другие (М. С. Воронкин) считают долганский диалектом, имеющим лишь небольшие отличия от якутского языка.
Между носителями говоров наблюдается полное взаимопонимание. Диалектные различия проявляются, в основном, в области фонетики и лексики.

## Письменность
Первым изданием на современном якутском языке считается часть книги путешественника Николааса Витсена, напечатанной в Амстердаме в 1692 году. В XIX веке для записей якутских текстов использовалось несколько различных алфавитов на основе кириллицы.

Первые 35 слов, 29 числительных на якутском языке зафиксированы в труде амстердамского бургомистра Витсена (Витзен) Николас Корнелиссон (Корнелиус) (1641—1717) «Noord en Oost Tartarye» («Северная и Восточная Тартария») на голландском языке, изданном в Амстердаме в 1692 г.
Список 35 якутских слов и числительные сопровождаются объяснениями их значений на голландском языке. Труд «Северная и Восточная Тартария» переиздан в 1705 и 1785 гг., где кроме «якутских письмен» напечатан перевод на якутский язык молитвы «Отче наш». Данный труд в XVIII веке был для Западной Европы одним из основных источников о Восточной Азии.

В 1917 году новый алфавит на основе МФА был создан С. А. Новгородовым. Изначально он содержал только строчные буквы, а также знак : для отображения долгих звуков (как гласных, так и согласных). В 1924 году этот алфавит был реформирован. Позже он реформировался ещё несколько раз, пока в 1929 не был заменён на унифицированный тюркский алфавит. Потом в 1939 году был осуществлён переход на алфавит на основе кириллицы.

### Современный якутский алфавит
Сегодня в якутском языке используется алфавит на основе кириллицы, который содержит весь русский алфавит, плюс пять дополнительных букв: Ҕҕ, Ҥҥ, Өө, Һһ, Үү и две комбинации: Дь дь, Нь нь. Используются также 4 дифтонга: уо, ыа, иэ, үө. Долгие гласные обозначаются на письме удвоением буквы.
| Кириллица | Название       | IPA       | Примечания                                                                                |
| --------- | -------------- | --------- | ----------------------------------------------------------------------------------------- |
| А а       | а              | [a]       |                                                                                           |
| Б б       | бэ             | [b]       |                                                                                           |
| В в       | вэ             | [v]       | Используется только в словах, заимствованных из русского языка                            |
| Г г       | гэ             | [g]       |                                                                                           |
| Ҕ ҕ       | ҕэ             | [ɣ], [ʁ]  | «Г с крюком» (фрикативный «г»)                                                            |
| Д д       | дэ             | [d]       |                                                                                           |
| Дь дь     | дьэ            | [ɟ]       | «Д с мягким знаком» (сверхмягкий «дь»)                                                    |
| Е е       | е              | [e], [je] | Используется только в словах, заимствованных из русского языка                            |
| Ё ё       | ё              | [jo]      | Используется только в словах, заимствованных из русского языка                            |
| Ж ж       | жэ             | [ʒ]       | Используется только в словах, заимствованных из русского языка                            |
| З з       | зэ             | [z]       | Используется только в словах, заимствованных из русского языка                            |
| И и       | и              | [i]       |                                                                                           |
| Й й       | йот            | [j], [j̃]  |                                                                                           |
| (Ҋ ҋ)     | мурун йота     | [j̃]       | (В современной орфографии не используется)                                                |
| К к       | ка             | [k], [q]  |                                                                                           |
| Л л       | эл             | [l]       |                                                                                           |
| М м       | эм             | [m]       |                                                                                           |
| Н н       | эн             | [n]       |                                                                                           |
| Ҥ ҥ       | эҥ             | [ŋ]       | Лигатура «нг» (заднеязычное «н»)                                                          |
| Нь нь     | эньэ           | [ɲ]       | «Н с мягким знаком» (сверхмягкое «н»)                                                     |
| О о       | о              | [o]       |                                                                                           |
| Ө ө       | ө              | [ø]       | «О с перекладиной»                                                                        |
| П п       | пэ             | [p]       |                                                                                           |
| Р р       | эр             | [r]       |                                                                                           |
| С с       | эс             | [s]       |                                                                                           |
| Һ һ       | һэ             | [h]       |                                                                                           |
| Т т       | тэ             | [t]       |                                                                                           |
| У у       | у              | [u]       |                                                                                           |
| Ү ү       | ү              | [y]       | Прямая «у»                                                                                |
| Ф ф       | эф             | [f]       | Используется только в словах, заимствованных из русского языка                            |
| Х х       | ха             | [x]       |                                                                                           |
| Ц ц       | цэ             | [ʦ]       | Используется только в словах, заимствованных из русского языка                            |
| Ч ч       | че             | [ʧ]       |                                                                                           |
| Ш ш       | ша             | [ʃ]       | Используется только в словах, заимствованных из русского языка                            |
| Щ щ       | ща             | [ɕː]      | Используется только в словах, заимствованных из русского языка                            |
| Ъ ъ       | кытаанах бэлиэ | .         | Используется только в словах, заимствованных из русского языка                            |
| Ы ы       | ы              | [ɯ]       | Заднеязычное, неогублённое «у»                                                            |
| Ь ь       | сымнатар бэлиэ | [ʲ]       | Используется только в сочетаниях «дь», «нь», и в словах, заимствованных из русского языка |
| Э э       | э              | [e]       |                                                                                           |
| Ю ю       | ю              | [ju]      | Используется только в словах, заимствованных из русского языка                            |
| Я я       | я              | [ja]      | Используется только в словах, заимствованных из русского языка                            |

## Лингвистическая характеристика

### Фонетика и фонология

#### Гласные
Вокализм якутского языка представлен восемью краткими и восемью соответствующими им долгими гласными.
Краткие на письме обозначаются как а, ы, о, у, э, и, ө, ү, а долгие — как аа, ыы, оо, уу, ээ, ии, өө, үү. В якутском языке сохраняются так называемые «первичные долготы»: пять долгих гласных (аа, ыы, уу, ии, үү), встречающихся лишь в корне. Вторичные долготы, возникшие в результате стяжения, встречаются в любом слоге слова. Кроме того, для якутского языка характерны четыре дифтонга, обозначаемые на письме двумя буквами: ыа, уо, иэ и үө.
Употребление гласных звуков подчиняется правилу гармонии гласных, при котором гласные в слове следуют друг за другом в строго определённом порядке. Например, если в предыдущем слоге стоит звук ы, то в следующем может быть только ы или а, или ыа: ылыым, ылаар, ылыа и т. п.
|          |                  | Краткие | Краткие          | Долгие | Долгие | Дифтонги |
| -------- | ---------------- | ------- | ---------------- | ------ | ------ | -------- |
| Верхние  | Средние и нижние | Верхние | Средние и нижние |        |        | Дифтонги |
| Передние | Неогубленный     | i       | e                | iː     | eː     | ie       |
| Передние | Огубленный       | y       | ø                | yː     | øː     | yø       |
| Задние   | Неогубленный     | ɯ       | a                | ɯː     | aː     | ɯa       |
| Задние   | Огубленный       | u       | o                | uː     | oː     | uo       |

| Гласная   | Возможные последующие гласные | Примеры                               |
| --------- | ----------------------------- | ------------------------------------- |
| а, аа     | а, аа, ы, ыы, ыа              | атахтаах, аалыастаан                  |
| э, ээ     | э, ээ, и, ии, иэ              | эргэтээҕи, нэлиэр, биэриим            |
| о, оо     | о, оо, у, уу, уо              | дьолбун, болгуо                       |
| ө, өө     | ө, өө, ү, үү, үө              | көмүс, өрөөбүт, өйдүүр, көрүөххүн     |
| ы, ыы, ыа | ы, ыы, а, аа, ыа              | кылаан, кындыа, кыайаар               |
| и, ии, иэ | и, ии, э, ээ, иэ              | тириитинэн, иччикэйиэм                |
| у, уу, уо | у, уу, а, аа, уо              | уҥуоҕун, тускулаах, умуруорума, уонна |
| ү, үү, үө | ү, үү, э, ээ, үө              | үстүү, сүһүөхтээх                     |

#### Согласные
|               | Губные | Губные | Зубные | Зубные | Альвеолярные | Альвеолярные | Палатальные | Палатальные | Велярные | Велярные | Глоттальные | Глоттальные |
| ------------- | ------ | ------ | ------ | ------ | ------------ | ------------ | ----------- | ----------- | -------- | -------- | ----------- | ----------- |
| Носовые       | m      | m      | n      | n      |              |              | ɲ           | ɲ           | ŋ        | ŋ        |             |             |
| Взрывные      | p      | b      | t      | d      |              |              | c           | ɟ           | k        | ɡ        |             |             |
| Фрикативные   |        |        |        |        | s            | s            |             |             | x        | ɣ        | h           |             |
| Аппроксиманты |        |        |        |        | l            | l            | j (ȷ̃)       | j (ȷ̃)       |          |          |             |             |
| Дрожащие      |        |        |        |        | ɾ            | ɾ            |             |             |          |          |             |             |

Многие якутские согласные могут быть или одинарными или удвоенными. Последние обозначаются повторением согласной буквы: уоттар («огни»), Амма («Амга»), нуучча («русский») и т. д. Удвоенные согласные произносятся значительно длительнее, чем одинарные.
В заимствованных из русского языка словах сочетания согласных разделяются вставочными гласными. Например: «бригада» > биригээдэ, «книга» > кинигэ и т. д. В исконных якутских словах не допускается сочетание более двух согласных, в начале и в конце слов запрещены стечения согласных (за исключением некоторых слов), запрещены сочетания некоторых конкретных согласных.
В начале слова часто употребляются согласные б, м, к, с, т, х, ч; редко употребляются: п, г, һ. В начале слова не употребляются ҕ, й, ҥ, р. В конце слова не употребляются һ, ҕ, г, б, д, ч.

#### Просодия
Для якутского языка (как и большинства других тюркских) характерно финальное (падающее всегда на последний слог) ударение, которое не связано с дифтонгами и долготой гласных.

### Морфология

#### Существительное
Якутский язык относится к агглютинативным языкам. Словообразование происходит за счёт аффиксов: балык «рыба» — балыксыт «рыбак» — балыктааһын «рыболовство».
В языке грамматически не выражена категория рода, отсутствуют предлоги и приставки. Вместо предлогов используются падежи и послелоги, а также аффиксы.
Множественное число в якутском языке образуется путём добавления аффикса в зависимости от конечного звука основы слова:
| Конечный звук основы | Варианты аффикса       | Примеры                                                                 |
| -------------------- | ---------------------- | ----------------------------------------------------------------------- |
| Гласные, л           | -лар, -лэр, -лор, -лөр | Кыыллар (звери), эһэлэр (медведи), оҕолор (дети), бөрөлөр (волки)       |
| к, п, с, х           | -тар, -тэр, -тор, -төр | Аттар (лошади), күлүктэр (тени), оттор (травы), бөлөхтөр (группы)       |
| й, р                 | -дар, -дэр, -дор, -дөр | Баайдар (богатые), эдэрдэр (молодые), хотойдор (орлы), көтөрдөр (птицы) |
| м, н, ҥ              | -нар, -нэр, -нор, -нөр | Кыымнар (искры), илимнэр (сети), ороннор (кровати), бөдөҥнөр (крупные)  |

- Исключения: кыыс («девочка, девушка») — кыргыттар («девочки, девушки»), уол («мальчик, парень») — уолаттар («мальчики, парни»).

Если выражено определённое количество предмета (или события), или же приближённое (при добавлении наречий), то аффиксы не используются и существительное употребляется в единственном числе. Примеры: үс оҕо («трое детей»), сүүс үлэһит («сто работников»), аҕыйах кус («мало уток»), элбэх үөрэнээччи («много учеников»). Это одна из особенностей многих тюркских языков.
| Падеж (түhүк)            | Вопрос (ыйытыы)        | Аффикс | Пример (холобур)        | Пример (холобур)          | Значение (суолта) |
| Падеж (түhүк)            | Вопрос (ыйытыы)        | Аффикс | Ед. число (биир ахсаан) | Мн. число (элбээх ахсаан) | Значение (суолта) |
| ------------------------ | ---------------------- | --- | ----------------------- | ------------------------- | --- |
| Именительный (төрүөт)    | ким? туох?             | -∅ | ат                      | аттар                     | Не имеет падежного аффикса и совпадает с основой. В этом падеже имя существительное может употребляться в качестве почти всех членов предложения, особенно в качестве подлежащего, сказуемого, определения и прямого дополнения.                   |
| Разделительный (араарыы) | кимнэ? туохта?         | -та (-то, -тэ, -тө) -да (-до, -дэ, -дө) -ла (-ло, -лэ, -лө) -на (-но, -нэ, -нө)                                 | атта                    | аттарда                   | Форма прямого дополнения при сказуемом, выраженном повелительным наклонением. |
| Дательный (сыһыарыы)     | кимиэхэ? туохха?       | -ҕа (-ҕэ, -ҕо, -ҕө) -га (-гэ, -го, -гө) -ка (-кэ, -ко, -кө) -ха (-хэ, -хо, -хө) -на (-нэ, -но, -нө)             | акка                    | аттарга                   | Форма имени в различных синтаксических функциях: косвенного дополнения, обстоятельства места, времени, цели, а также форма именисуществительного при послелогах, управляемых дательным падежом.                                                    |
| Винительный (туохтуу)    | кими? тугу?            | -ны (-ни , -ну, -нү) -ы (-и , -у, -ү) (от основ с конечным согл.)                                               | аты                     | аттары                    | Одна из форм прямого дополнения. Форму этого падежа имя существительное принимет также при послелогах глагольного происхождения, управляющих винительным падежом.                                                                                  |
| Исходный (таһаарыы)      | кимтэн? туохтан?       | -ттан (-ттэн, -ттон, -ттөн) -тан (-тэн, -тон, -төн) (после согл.)                                               | аттан                   | аттартан                  | Форма имени существительного в различных синтаксических функциях: прямого дополнения, косвенного дополнения, обстоятельства места, времени, причины, сравнения, а также формы имени существительного при послелогах, управляемых исходным падежом. |
| Творительный (туттуу)    | киминэн? тугунан?      | -нан (-нэн, -нон, -нөн) -ынан (-инэн, -унан, -үнэн) (после согл.)                                               | атынан                  | аттарынан                 | Форма имени в роли косвенного дополнения; обстоятельства времени. |
| Совместный (холбуу)      | кимниин? туохтуун?     | -лыын (-лиин, -луун, -лүүн) -тыын (-тиин, -туун, -түүн) -дыын (-диин, -дуун, -дүүн) -ныын (-ниин, -нуун, -нүүн) | аттыын                  | аттардыын                 | Чаще всего - форма имени существительного в сочетании однородных подлежащих, а также косвенное дополнение. |
| Сравнительный (тэҥнии)   | кимнээҕэр? туохтааҕар? | -тааҕар (-тээҕэр, -тооҕор, -төөҕөр) -лааҕар (-лээҕэр, -лооҕор, -лөөҕөр) -нааҕар (-нээҕэр, -нооҕор, -нөөҕөр)     | аттааҕар                | аттардааҕар               | Форма имени, являющегося объектом сравнения. |

#### Местоимение
В якутском языке имеются личные, притяжательные, лично-возвратные, указательные и вопросительные местоимения.
Личные местоимения в якутском языке (мин, эн, кини, биhиги, эhиги, кинилэр) различаются по лицам (первое, второе, третье) и числам (единственное и множественное). В разговорной речи местоимения множественного числа часто сокращаются, например: биһиги — биһи, эһиги — эһи.
Склонение личных местоимений:
| Падеж (түhүк)            | Единственное число | Единственное число | Единственное число | Множественное число | Множественное число | Множественное число |
| Падеж (түhүк)            | 1-е лицо           | 2-е лицо           | 3-е лицо           | 1-е лицо            | 2-е лицо            | 3-е лицо            |
| Падеж (түhүк)            | Я                  | Ты                 | Он                 | Мы                  | Вы                  | Они                 |
| ------------------------ | ------------------ | ------------------ | ------------------ | ------------------- | ------------------- | ------------------- |
| Именительный (төрүөт)    | мин                | эн                 | кини               | биһиги              | эһиги               | кинилэр             |
| Разделительный (араарыы) | –                  | –                  | –                  | –                   | –                   | –                   |
| Дательный (сыһыарыы)     | миэхэ              | эйиэхэ             | киниэхэ            | биһиэхэ             | эһиэхэ              | кинилэргэ           |
| Винительный (туохтуу)    | миигин             | эйигин             | кинини             | биhигини            | эhигини             | кинилэри            |
| Исходный (таһаарыы)      | миигиттэн          | эйигиттэн          | киниттэн           | биһигиттэн          | эһигиттэн           | кинилэртэн          |
| Творительный (туттуу)    | миигинэн           | эйигинэн           | кининэн            | биһигинэн           | эһигинэн            | кинилэринэн         |
| Совместный (холбуу)      | миигинниин         | эйигинниин         | кинилиин           | биһигинниин         | эһигинниин          | кинилэрдиин         |
| Сравнительный (тэҥнии)   | миигиннээҕэр       | эйигиннээҕэр       | кинитээҕэр         | биһигинээҕэр        | эһигиннээҕэр        | кинилэрдээҕэр       |

##### Указательные
В якутском языке существуют 3 указательных местоимения, различающихся по степени удалённости обозначаемого ими объекта от говорящего и слушателя: бу, ити, ол. Первое местоимение употребляется, если предмет находится рядом с говорящим, второе — рядом со слушателем, третье — далеко от них. Также указательные местоимения обязательно склоняются, в зависимости от падежа.
В то время как «ол» в других тюркских языках также означает местоимение третьего лица (не считая неодушевлённый предмет), то в языке саха оно выполняет только роль указательного.

#### Числительные
Числитетельные в якутском языке представлены следующими разрядами: количественные, порядковые, собирательные, ограничительные, кратные, разделительные, разделительно-кратные, приблизительные, приблизительно-кратные, приблизительно-разделительные, приблизитнльно-разделительно-кратные и числительные с аффиксом обладания ≈лаах.
Отличием от других тюркских языков является регулярное образование названий десятков от 40 и выше по модели «столько-то десять» (в других тюркских языках названия десятков исторически нерегулярные).
| нуул | биир     | икки   | үс   | түөрт     | биэс     | алта     | сэттэ     | аҕыс     | тоҕус     | уон  |                |                       |          |
|      | 11       | 20     | 30   | 40        | 50       | 60       | 70        | 80       | 90        | 100  | 1000           | 10000                 | 1000000  |
|      | уон биир | сүүрбэ | отут | түөрт уон | биэс уон | алта уон | сэттэ уон | аҕыс уон | тоҕус уон | сүүс | тыһыынча (муҥ) | уон тыһыынча (үтүмэн) | мөлүйүөн |

Также число «икки» может быть и союзом, например: ийэм аҕам икки — «мои мать и отец».

#### Глагол
Якутский глагол имеет множество особенностей.
- В якутском языке нет инфинитива, поэтому сказуемое, в состав которого входит инфинитив, передаётся различными способами без его использования, например: суруйан бүтэрдэ («закончил писать», букв. перевод: «он, написав, закончил»), сатаан ыллыыр («умеет петь», букв.: «он, умея, поёт»), бобуохха син («можно запретить», букв.: «можно, давай запретим») и т. п. Русский инфинитив на якутский язык непереводим, поэтому в словарях он выражен в повелительном наклонении: иһит («слушать», досл.: «слушай»), иир («сходить с ума», досл.: «сходи с ума»), көт («лететь», досл.: «лети») и т. д.
- Язык характеризуется исключительным разнообразием временных форм — в частности, выделяется 7[24] прошедших времён:

1. недавнопрошедшее (үлэлээтим «я работал (недавно)»);
2. давнопрошедшее (үлэлээбитим «я работал (давно)»);
3. прошедшее результативное (үлэлээбиппин «оказывается, я работал»);
4. прошедшее эпизодическое (үлэлээбиттээхпин «имел я случай работать в прошлом»);
5. прошедшее незаконченное (үлэлиирим «работал я в прошлом довольно продолжительное время»);
6. преждепрошедшее (үлэлээбит этим «уже работал я до того»);
7. давнопрошедшее эпизодическое (үлэлээбиттээх этим «было однажды, работал я тогда»).

Общее количество временных форм превышает 20.
- От любого существительного можно образовать глагол (слова на якутском языке здесь приведены в повелительном наклонении): табах («сигареты») — табахтаа («кури сигарету»), көмпүүтэр («компьютер») — көмпүүтэрдээ («играй на компьютере»), кус («утка») — кустаа («охоться на уток»), дьиэ («дом») — дьиэлээ («иди домой»), от («трава») — оттоо («заготавливай сено»). Даже в разговорной речи от названий мест возможно делать глаголы, например (в письменной речи не используются): Москууба («Москва») — москуубалаабыта («он/она давно уехал/а в Москву»), Эмиэрикэ («Америка») — эмиэрикэлээтибит («мы недавно уехали в Америку»), Кытай («Китай») — кытайдыаххыт («вы уедете в Китай»).

### Синтаксис
Среди особенностей синтаксиса якутского языка отмечаются:
- характерен порядок слов SOV, но им не ограничен, предложение может быть SVO, SOV, VOS, VSO, OVS, OSV;
- словообразование проходит посредством агглютинации.

### Лексика
- В якутском языке имеется значительный пласт заимствований из русского языка, многие из которых очень видоизменились: например, «вилка» — бииккэ; «ложка» — ньуоска; «тарелка» — тэриэккэ; «стол» — остуол, «картошка», «картофель» — хортуоска, хортуоппуй; «здоро́во!» — дорообо!; «спасибо» — баһыыба; «пожалуйста» — баһаалыста; и т. д.
- Имеется значительный пласт монгольских заимствований: например[25], дойду «страна, местность»; дохсун «дерзкий»; дал «загон для скота».
- Существует также небольшой процент заимствований из тунгусо-маньчжурских языков. Многие географические названия в Якутии имеют тунгусское происхождение, в том числе и река Лена (Өлүөнэ).
- Как говорилось выше, присутствует небольшая часть лексики неясного происхождения. Неизвестно, являются ли они древними заимствованиями, или же у языка такие слова были и ранее. Это возможно связано с тем (некоторые учёные так считают), что язык саха — один из древнейших тюркских языков и более близок к языкам, зафиксированным в орхоно-енисейских письменных памятниках VI—VIII вв., чем современным живым тюркским языкам[26].

Язык не подвергся арабизации и персидизации.
После присоединения Якутии к России и принятия христианства русский язык оказал и сейчас оказывает очень большое влияние на якутский язык. Большое количество слов самого якутского происхождения заменялось русскими заимствованиями, лишь некоторые из них сохранились в текстах олонхо, например: муҥ (заменено словом тыһыынча, от русского «тысяча»), чэчик (заменено словом сибэкки, что имеет происхождение от русского слова «цветки»). Многие слова сосуществуют с русскими заимствованиями эмчит (быраас — от русского «врач»), саҥа (куолас — от русского «голос»), кэрэхсэбил (интэриэс, интэриэһинэй — от русского «интересный»), силик, кэрэ (кыраһыабай — от русского «красивый») омук аймах, дьон аймах (норуот — от русского «народ»), баатыр (боотур) (бухатыыр — от русского «богатырь»), сандалы (остуол — от русского «стол»), солуур (биэдэрэ — от русского «ведро») и др.
Некоторые старые русские слова-заимствования сохранились в якутском по сей день: например: араспаанньа (означает «фамилия» — от слова прозвание), солкуобай (означает «рубль», «копейка» — от слова целковый).
Словарь якутского языка Э. К. Пекарского — один из крупнейших словарей, составленных для какого-либо из тюркских языков (около 25 тыс. слов). Большой толковый словарь якутского языка издан в 15 томах (только на букву К — два больших тома по 600—700 страниц, 10 тыс. слов и фразеологизмов).

## Примеры языка
Статья 1 Всеобщей декларации прав человека на якутском языке:
| Алфавит Новгородова 1920—1929 гг. (Латиница/IPA) | зɔn barɯta beje sltatɯgar nna bɯra: bɯgar teŋ blan try: ler. kiniler barɯ rk: n jd: q, sbasta: q blan try: ler, nna beje bejeleriger tɯlga ki: riniges bɯhɯ:lara dɔʃɔrdɔhu: tɯ:nnɯ:q blqta: q.                 |
| Латиница 1929—1939 гг. (Яналиф)                  | Çon вarьta вeje suoltatьgar uonna вьraaвьgar teꞑ вuolan tɵryyller. Kiniler вarь ɵrkɵn ɵjdɵɵq, suoвastaaq вuolan tɵryyller, uonna вeje вejeleriger tьlga kiiriniges вьhььlara doƣordohuu tььnnaaq вuoluoqtaaq.  |
| Современная Кириллица 1939— по настоящее время.  | Дьон барыта бэйэ суолтатыгар уонна быраабыгар тэҥ буолан төрүүллэр. Кинилэр бары өркөн өйдөөх, суобастаах буолан төрүүллэр, уонна бэйэ бэйэлэригэр тылга кииринигэс быһыылара доҕордоһуу тыыннаах буолуохтаах. |
| Русский перевод                                  | Все люди рождаются свободными и равными в своём достоинстве и правах. Они наделены разумом и совестью и должны поступать в отношении друг друга в духе братства.                                               |